# Simfoniya Severa
Die Simfoniya Severa (russisch Симфония севера) ist ein Flusskreuzfahrtschiff, das im Jahre 1983 unter dem Namen Dmitriy Furmanov in der DDR im VEB Elbewerften Boizenburg/Roßlau in Boizenburg gebaut wurde und zur Dmitriy Furmanov-Klasse, Projekt 302, Serie I gehört. Die deutsche Bezeichnung war BiFa 129М (Binnenfahrgastschiff 129 Meter) und die Baunummer 378. Das Schiff wurde nach dem sowjetischen Schriftsteller Dmitri Furmanow benannt, und die Dmitriy Furmanov gab ihren Namen der ganzen Klasse.

## Geschichte
Das Flusskreuzfahrtschiff mit vier Passagierdecks wurde 1983 bei der deutschen Werft im VEB Elbewerften Boizenburg/Roßlau für die Reederei „Kamskoje Retschnoje Parochodstwo“ (ГП Камское речное пароходство МРФ РСФСР) in Perm gebaut. Es gehört zu einer 1983 bis 1992 hergestellten Baureihe von 27 + 1 (Vladimir Vysotskiy – nicht beendet) Schiffen der Dmitriy Furmanov-Klasse, eine Weiterentwicklung der Vladimir Ilyich-Klasse von derselben Werft. Das Schiff verfügt über einen dieselelektrischen Antrieb mit drei Hauptmotoren, wurde 1995 total modernisiert und für ausländische Touristen eingesetzt. Ab Frühjahr 2012 wurde Dmitriy Furmanov zum ersten Mal auch für die russischen Staatsbürger unter der Marke „Инфофлот-партнер“ auf der Strecke Moskau-Sankt Petersburg freigegeben. Kapitän (Stand 2020) der Dmitriy Furmanov war Pjotr Lipin (Пётр Максимович Липин). Im Sommer 2012 lag das Schiff im Schiffsreparaturwerk in Perm. 2023 wurde das Schiff in Simfoniya Severa umbenannt, der Heimathafen wurde vom neuen Eigner M. A. Antonow von Perm nach Nischni Nowgorod gewechselt. 

## Ausstattung
Alle komfortablen 1-, 2- und 4-Bett-Kabinen sind mit Klimaanlage, Kühlschrank, Dusche und WC und 220-V-Anschluss ausgestattet und haben große Fenster (ausgenommen die des unteren Decks). An Bord befinden sich Restaurant und Bar-Restaurant, zwei Bars, Veranstaltungsraum, Sonnendeck mit Liegestühlen, Musiksalon, Sauna.